# سونسينو ، لومباردي
سونسينو؛ (محليًا Sunsì ) هي كوموني (بلدية) في مقاطعة كريمونا في منطقة لومباردي الإيطالية، وتقع على بعد حوالي 60 كيلومتر (37 ميل) شرق ميلانو وحوالي 30 كيلومتر (19 ميل) شمال غرب كريمونا.
تقع سونسينو على حدود البلديات التالية:
كاساليتو دي سوبرا وكومينانو سول نافيجليو وفونتانيلا وجينيفولتا واورزينوفي وروكافرانكا وتيسينغو وتوري بالافيسينا وفيلا شيارا. تقع على ضفاف نهر اوليو.
تلقى سونسينو اللقب الفخري للمدينة بمرسوم رئاسي في 18 نوفمبر 2004.

## المعالم السياحية الرئيسية
- القلعة المحفوظة جيدًا (روكا سفورزيسكا ) ، والتي تم بناؤها عام 1473 لصالح غالياتسو ماريا سفورزا . لها ثلاثة أبراج مربعة وواحد مستدير. تم اختياره كمجموعة لأفلام مثل ليدي هوك و مهنة السلاح
- كنيسة سان جياكومو والدير الدومينيكي السابق الملحق بها مع برج مثمن الأضلاع معلق
- كنيسة سانتا ماريا أسونتا (القرن الثاني عشر).
- قاعة المدينة مع برج سيفيك.
- Casa degli Stampatori ("دار الطباعة") ، حيث طُبع في عام 1488 أول كتاب مقدس يهودي كامل في العالم. انظر الإدخال لـ: عائلة سونسينو (الطابعات)
- عصر النهضة سانتا ماريا ديلي غراتسي ، مع تصميم داخلي رائع.

## روابط خارجية
- الموقع الرسمي
- Soncino Turismo نسخة محفوظة 23 ديسمبر 2021 على موقع واي باك مشين. (ترويج السياحة)
- Pro Loco di Soncino (الترويج السياحي)
- Castrum Soncini (الترويج السياحي)